# Březenice
Březenice (německy Bresnitz) je malá vesnice a část města Choceň v okrese Ústí nad Orlicí. Nachází se asi dva kilometry východně od Chocně. Prochází zde silnice II/312. Březenice leží v katastrálním území Hemže o výměře 1,19 km².

## Historie
První písemná zmínka o vesnici pochází z roku 1417.

## Pamětihodnosti
U místní komunikace, přibližně na úrovni čp. 11 (kamenictví) stojí smírčí kříž. V roce 2007 byl zrenovován členy ČSOP Spongilit Choceň za dozoru Orlického muzea Choceň a za přispění majitelů sousedního kamenictví. Na konci stejné místní komunikace, v polích, je k vidění další kamenný objekt zvaný Čertův ocas. Jedná se buď o historický hraniční kámen, nebo by se mohlo jednat o torzo smírčího kříže. Na okraji vsi, přibližně v místě dnešního čp. 14, bývala v 18. a 19. století cihelna.